# Edmund Lockyer
Edmund Lockyer (21 de janeiro de 1784 a 10 de junho de 1860) foi um soldado britânico e explorador da Austrália.
Nascido em Plymouth no condado de Devon, Lockyer era filho de Thomas Lockyer, um marinheiro, e de sua esposa Ann, née Grose. Lockyer começou sua carreira militar como alferes no 19º regimento em junho de 1803, foi promovido a tenente no início de 1805 e tornou-se capitão em agosto de 1805. Lockyer foi promovido a major em agosto de 1819 e em agosto de 1824 transferido para o 57º regimento. Lockyer chegou a Sydney, capital da Colônia Britânica de Nova Gales do Sul, a bordo do Royal Charlotte em abril de 1825 com homens do 57º regimento, e também com sua esposa e dez filhos.